# Steinbach (Gouvy)
Pour les articles homonymes, voir Steinbach.
Steinbach (en wallon Stambè, en luxembourgeois Steemich/Stämech) est un village de la commune belge de Gouvy situé en Région wallonne dans la province de Luxembourg.
Avant la fusion de communes de 1977, il faisait partie de la commune de Limerlé qui est aujourd'hui une section de la commune de Gouvy.
Steinbach compte 132 habitants. L'altitude avoisine les 480 m.

## Étymologie
En 1276, on écrit Steinbac; en 1363, Stambaz; en 1372, Stembasche et Stembaix.
En 1395-1580 XIVe siècle la forme attestée est Stembay, du wallon bè, 'ruisseau', et de l'allemand stemmen, 'barrer', transformé en 'pierreux' par étymologie populaire.
En 1440, Stenback et en 1611-1716, Stembaye. Finalement l'usage allemand l'a emporté sur l'usage wallon dans l'appellation officielle.

## Histoire
Il y a beaucoup de vestiges gallo-romains. À l’est de Steinbach, on a trouvé de nombreux objets de « l’âge du fer » ainsi que des sépultures gallo-franques avec urnes, etc.
Durant la bataille des Ardennes à la fin de la Seconde Guerre mondiale, la contrée a beaucoup souffert : les quatre frères Léonard et les résistants de Steinbach y furent assassinés — le dernier crime de Léon Degrelle.

## Description et patrimoine
Traversé par un petit ruisseau affluent de l'Ourthe orientale, Steinbach est un village ardennais de caractère comprenant de nombreuses constructions (fermes et fermettes) le plus souvent bâties à partir du XVIIe en pierre de schiste et couvertes de toitures en cherbins (ardoises locales).
On y trouve aussi un patrimoine remarquable comme le château de Beurthé, le château-ferme de Mesnil et le domaine de la Ferme. L'église, dédiée aux saints Pierre et Paul et construite de 1903, est entourée de son cimetière ceint par un mur en pierre de schiste. Dans le bas du village, une grotte artificielle consacrée à Notre-Dame de Lourdes a été érigée en 1943.
Au nord du village se trouve l'ancien moulin à eau Magottiaux (en rive gauche de l'Ourthe orientale). À l'ouest, sur la route menant à Cetturu, se situent le château et la ferme de Lihérin appelés aussi Laide-Fagne.

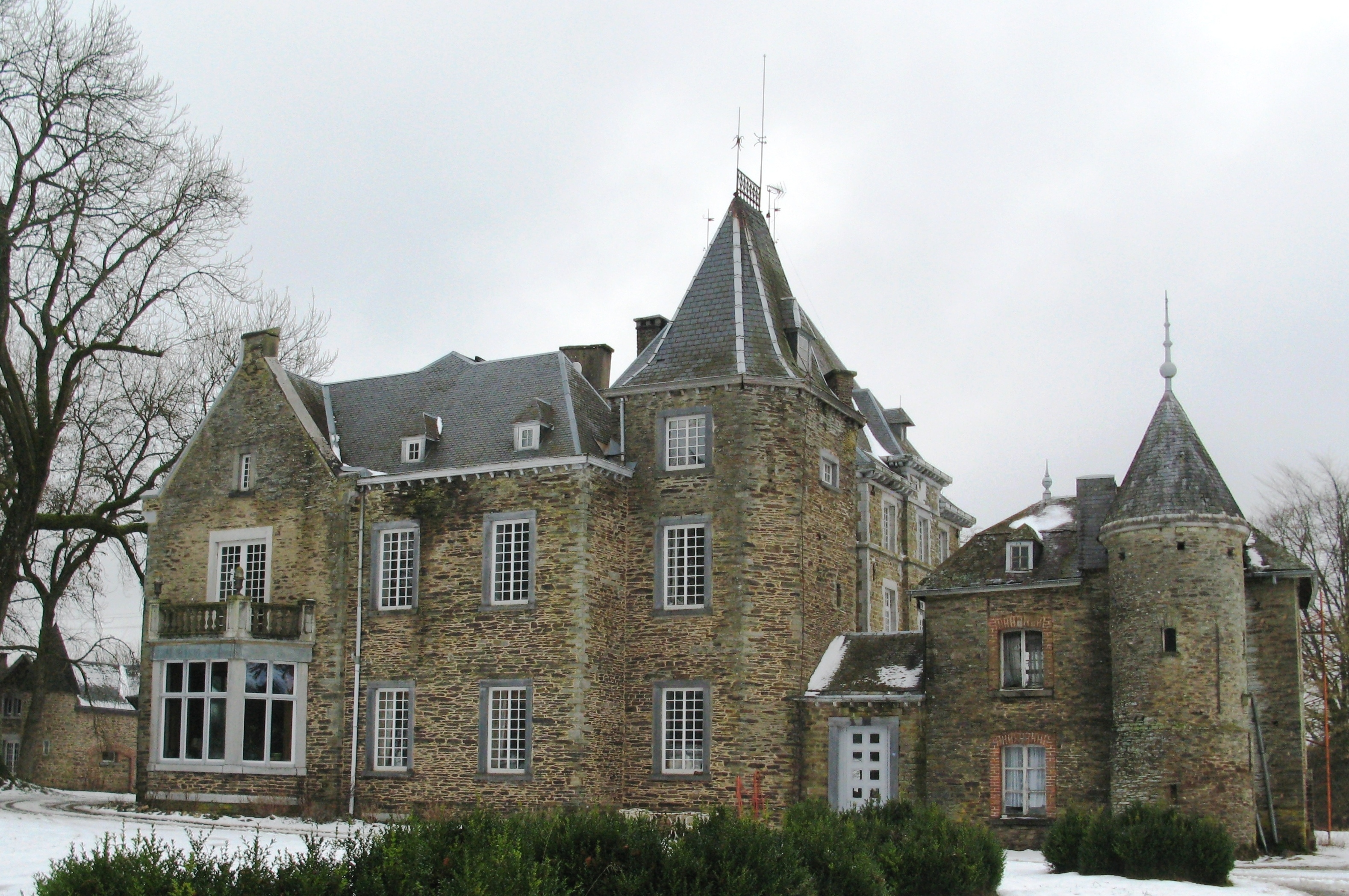
Le château Laide-Fagne